# بی‌اف‌جی
بی‌اف‌جی (انگلیسی: BFG) شرکت سخت‌افزار آمریکایی بود، که در سال ۲۰۰۲ تأسیس و در سال ۲۰۱۰ منحل شد.